# Elisabeth Kallina

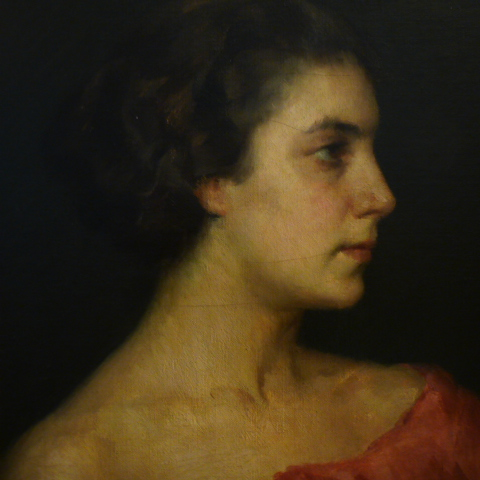
Elisabeth Kallina, Porträt von Hans Schachinger, um 1935

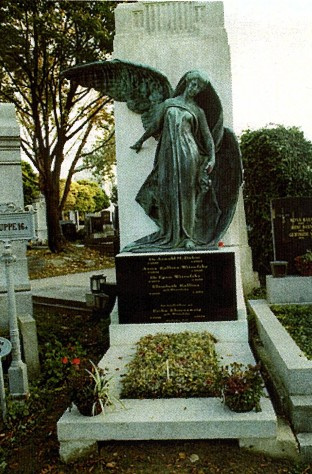
Grabstätte von Elisabeth Kallina

Elisabeth Kallina (* 15. August 1910 in Payerbach; † 2. September 2004 in Wien; eigentlich Elisabeth Hedwig Maria Ortner-Kallina) war eine österreichische Schauspielerin.

## Werdegang
Kallina war die Tochter des Advokaten Dr. Egon Witrofsky (eines Onkels Erich Wolfgang Korngolds) und der ab 1906 mit ihm verheirateten Schauspielerin Anna Maria Josef Franziska Böhm, geborene Kallina. Ihr leiblicher Vater war angeblich J. von Petersdorf, der mit Anna Kallina eine außereheliche Beziehung hatte.
Bereits ab ihrem 18. Lebensjahr spielte Elisabeth Kallina – wie zuvor ihre Mutter – im Ensemble des renommierten Wiener Burgtheaters, wo sie im Laufe der Jahre weit über hundert verschiedene Rollen verkörperte. Zu den zahlreichen großen Charakterrollen, die von ihr gestaltet wurden, zählen unter anderem Schillers Jungfrau von Orléans, die Ismene in Sophokles’ Antigone, Lady Milford in Kabale und Liebe und Sittah in Lessings Nathan der Weise. Nach dem Zweiten Weltkrieg verkörperte Kallina vor allem gereiftere Figuren und Mütter wie etwa in Grillparzers Des Meeres und der Liebe Wellen.
Elisabeth Kallina war ab 1930 mit dem NS-nahen Schriftsteller Hermann Heinz Ortner verheiratet, von dem sie 1938 geschieden wurde. Am 31. Mai 1944 heiratete sie in zweiter Ehe ihren zwölf Jahre jüngeren Schauspielkollegen Oskar Werner, mit dem sie trotz späterer Scheidung bis zu seinem Tode freundschaftlich verbunden blieb. Aus dieser Ehe ging 1944 die Tochter Eleonore hervor.
Ab frühester Kindheit war sie dem katholischen Glauben und seiner Lehre eng verbunden; zu den Dominikanern (Dominikanerbastei Wien) und ihrem Orden pflegte sie eine tiefe Freundschaft. Mit ihrem starken sozialen Engagement half sie zeit ihres Lebens vielen Menschen, spendete regelmäßig der Caritas sowie weiteren mildtätigen Organisationen. Von 1938 bis 1945 half sie verfolgten Juden, Österreich zu verlassen, wie auch später Familienmitgliedern von Alois Brunner und Aribert Heim, die der Befragung durch die alliierten Besatzungsmächte entgehen wollten.
Nach ihrer Zeit am Burgtheater (1950er Jahre) arbeitete sie als Sprechtechnikerin mit Sängern sowie ehrenamtlich als Korrepetitorin am Wiener Konservatorium. Kallina spielte Klavier, Cembalo und Orgel.
Für ihre schauspielerischen Leistungen wurde sie mit dem Titel Kammerschauspielerin ausgezeichnet.
Ihr Grab befindet sich auf dem Wiener Zentralfriedhof (Gruppe 16E, Reihe 10, Nr. 1).
| Personendaten    | Personendaten                         |
| ---------------- | ------------------------------------- |
| NAME             | Kallina, Elisabeth                    |
| ALTERNATIVNAMEN  | Ortner-Witrowsky, Elisabeth           |
| KURZBESCHREIBUNG | österreichische Theaterschauspielerin |
| GEBURTSDATUM     | 15. August 1910                       |
| GEBURTSORT       | Payerbach                             |
| STERBEDATUM      | 2. September 2004                     |
| STERBEORT        | Wien                                  |